# Condorraptor
Condorraptor currumili
Genre
Espèce
Condorraptor est un genre éteint de dinosaures théropodes. Il vivait pendant le Jurassique moyen dans ce qui est maintenant l'Argentine (Patagonie). 
Condorraptor currumili est la seule espèce rattachée au genre, elle a été décrite par O. Rauhut en 2005.

## Distribution et datation
On l'a trouvé à Cerro Cóndor, dans la province de Chubut, en Argentine, dans la partie inférieure de la formation de Cañadón Asfalto. Cette formation géologique est datée du Callovien, soit il y a entre 165,3 ± 1,1 et 161,5 ± 1,0 Ma (millions d'années).
C'est dans cette même formation qu'a été découvert un autre genre de Piatnitzkysauridae, très proche de Condorraptor : Piatnitzkysaurus.

## Description
Les restes fossiles de l'holotype  sont très partiels, ils ne sont constitués que d'un tibia et d'éléments très partiels du squelette. Ils ont été découverts par une équipe du Museo Egidio Feruglio de Trelew.
Cependant, en 2007, cette même équipe a exhumé sur le même site un squelette bien plus complet avec une partie de son crâne et de ses mâchoires.
Ce dinosaure carnivore bipède mesurait 7 mètres de long.

## Classification
O. Rauhut en 2005 a classé Condorraptor comme un Tetanurae basal. Une analyse phylogénétique des théropodes conduite par R. Benson en 2010 le place parmi les Megalosauroidea dans un nouveau clade nom nommé, au sein duquel il se trouve en groupe frère avec Piatnitzkysaurus.
Cladogramme des Megalosauroidea avec la position de Condorraptor, établi par R. Benson, 2010 :
|  | Marshosaurus                                                      |
|  |                                                                   |
|  | \| \| Condorraptor \| \| \| \| \| \| Piatnitzkysaurus \| \| \| \| |
|  |                                                                   |
|  | Condorraptor                                                      |
|  |                                                                   |
|  | Piatnitzkysaurus                                                  |
|  |                                                                   |

|  | Condorraptor     |
|  |                  |
|  | Piatnitzkysaurus |
|  |                  |

|  | Marshosaurus                                                      |
|  |                                                                   |
|  | \| \| Condorraptor \| \| \| \| \| \| Piatnitzkysaurus \| \| \| \| |
|  |                                                                   |
|  | Condorraptor                                                      |
|  |                                                                   |
|  | Piatnitzkysaurus                                                  |
|  |                                                                   |

|  | Condorraptor     |
|  |                  |
|  | Piatnitzkysaurus |
|  |                  |

|  | Marshosaurus                                                      |
|  |                                                                   |
|  | \| \| Condorraptor \| \| \| \| \| \| Piatnitzkysaurus \| \| \| \| |
|  |                                                                   |
|  | Condorraptor                                                      |
|  |                                                                   |
|  | Piatnitzkysaurus                                                  |
|  |                                                                   |

|  | Condorraptor     |
|  |                  |
|  | Piatnitzkysaurus |
|  |                  |

|  | Marshosaurus                                                      |
|  |                                                                   |
|  | \| \| Condorraptor \| \| \| \| \| \| Piatnitzkysaurus \| \| \| \| |
|  |                                                                   |
|  | Condorraptor                                                      |
|  |                                                                   |
|  | Piatnitzkysaurus                                                  |
|  |                                                                   |

|  | Condorraptor     |
|  |                  |
|  | Piatnitzkysaurus |
|  |                  |